# Tracy Curry
Tracy Lynn Curry (nascido em 13 de junho de 1968), mais conhecido pelo seu nome artístico The D.O.C. é um rapper estadunidense, vindo de Dallas, Texas. Ele foi membro do grupo Fila Fresh Crew e estava na equipe criativa da consagrada banda de hip hop N.W.A. Em 2004 sua canção It's Funky Enough apareceu na trilha sonora do videogame Grand Theft Auto: San Andreas, na fictícia estação de rádio Radio Los Santos.

## Discografia
- 1989: No One Can Do It Better[2]
- 1996: Helter Skelter
- 2003: Deuce
- 2010: Voices through Hot Vessels[3]